# Osterquelle (Geesthacht)

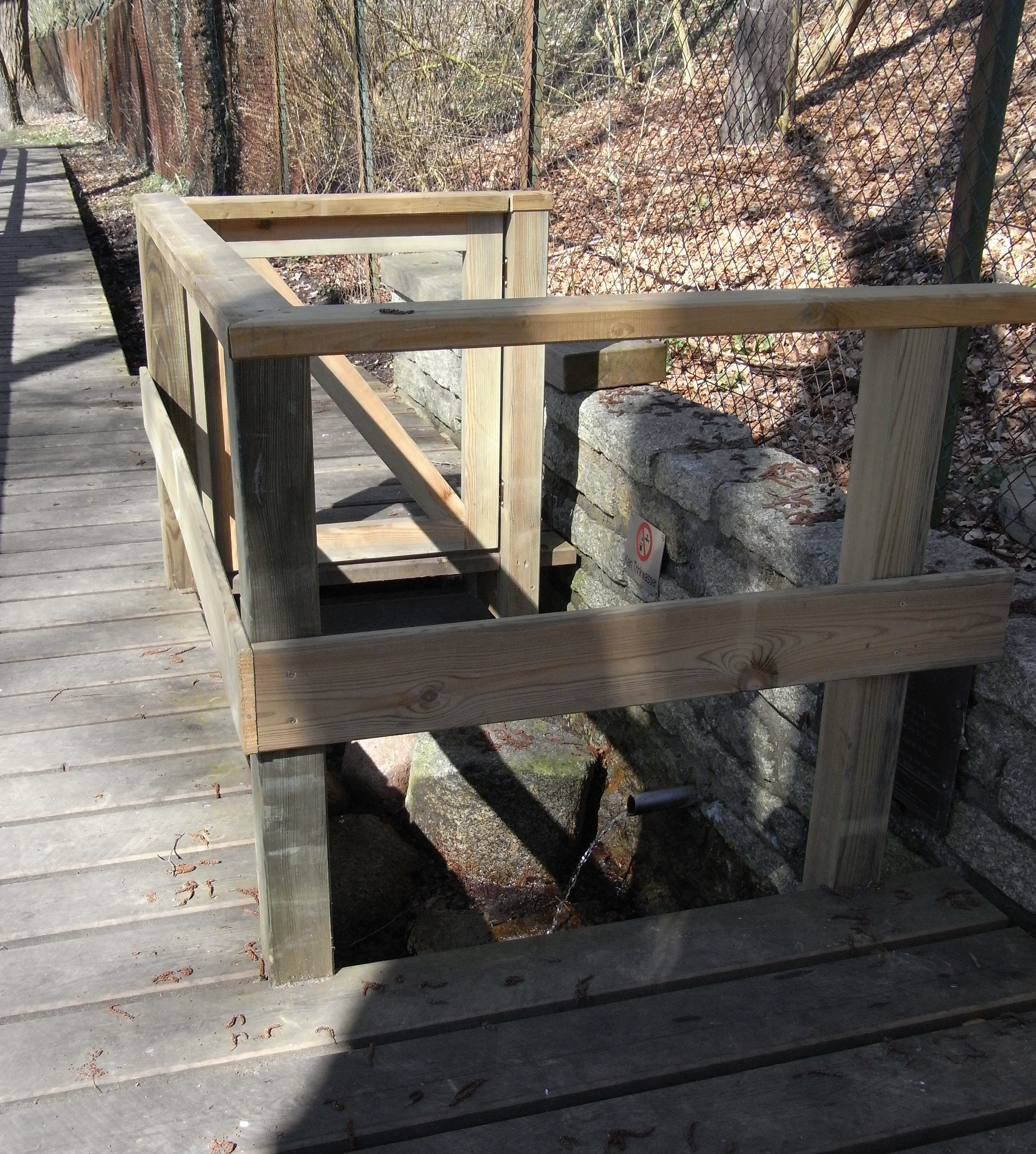
Osterquelle in Geesthacht

Die Osterquelle in Geesthacht, Schleswig-Holstein liegt zwischen Geesthacht und dem Ortsteil Krümmel am Elbufer und entspringt am Fuße des Katzenberges (Geestrücken). Ein Wanderweg entlang des Elbufers führt direkt an der Quelle vorbei.
Geologisch handelt es sich um Sickerwasser, das hier aus dem Elbhang herausdrückt. Das Quellwasser floss ursprünglich direkt in die Elbe ab. Seit Bau des Straßen- bzw. Bahndamms, der seit geraumer Zeit die Quelle vom Elbstrom trennt, sammelt sich das Quellwasser in einem Kleingewässer, wo es allmählich versickert.
Aus Gründen des Tourismus wurde 1997 der Quellaustritt mit einer Mauer gefasst. 2008 wurde der Solbereich der Quelle entsiegelt und entlang der Quelle zur besseren Begehbarkeit ein langer Steg gebaut.

## Wasserqualität
Wurde in früheren Zeiten das Wasser der Quelle durchaus zur Erfrischung oder zu rituellen Zwecken genutzt, so wird heute davon abgeraten. Durch immer wieder vorkommende Überschwemmungen der Elbwiesen (die Elbe fließt in weniger als 100 Meter an der Quelle vorbei) sowie die Nähe des in die Schlagzeilen geratenen Kernkraftwerkes Krümmel ist eine Kontamination des Wassers nicht ausgeschlossen.

## Brauchtum
Das Schöpfen von Osterwasser am Ostermorgen war im Herzogtum Lauenburg ursprünglich weit verbreitet, aber nur in Geesthacht hat sich der Name Osterquelle gehalten. Aber auch in anderen Gegenden Deutschlands sind Osterquellen bis heute belegt.
Heutigen Bestrebungen zur Wiederbelebung des Brauchtums wird aus Gründen der Umweltproblematik (zum Beispiel die Nähe zum Kernkraftwerk Krümmel) zum Teil mit Protesten entgegengetreten.